# ZÈRTZ
ZÈRTZ è un gioco da tavolo di tipologia astratta ideato da Kris Burm, il gioco è il terzo nel più ampio Progetto GIPF, preceduto da TAMSK e seguito da DVONN.

## Descrizione
La scacchiera di gioco è formata da 55 anelli disposti dai giocatori ad inizio partita in modo che formino un esagono, nella confezione sono presenti anche 24 biglie di diversi colori (6 bianche, 8 grigie e 10 nere).
Ad ogni turno un giocatore prende una biglia di un colore a sua scelta e la colloca su di un anello e poi rimuove uno degli anelli esterni dal tavoliere di gioco, per anello esterno si intende un anello che abbia almeno due lati liberi.
Nel caso in cui siano in posizione due biglie adiacenti, il giocatore di turno non può posizionare una nuova biglia ma ha l'obbligo di mangiare, ovvero utilizzare una delle due biglie e posizionarla nell'anello oltre la biglia mangiata con un criterio di cattura simile alla dama (quindi sono permesse catture multiple). Ovviamente se oltre alla biglia da catturare non vi è nessun anello in cui far atterrare la biglia in movimento, la cattura non è possibile. Anche dopo la fase di cattura deve avvenire la rimozione di un anello esterno.
Esiste anche un secondo metodo di cattura: nel caso in cui rimuovendo un anello si isola completamente un altro anello con sopra una biglia allora si cattura quella biglia e si elimina dal gioco anche l'anello.
Vince il primo giocatore che riesce a soddisfare una sola delle seguenti condizioni:
- Catturare 3 biglie per ogni colore (bianco, grigio e nero)
- Catturare 4 biglie bianche
- Catturare 5 biglie grigie
- Catturare 6 biglie nere